# Wulagasaurus
Wulagasaurus dongi is een plantenetende ornithischische dinosauriër, behorend tot de groep van de Hadrosauridae, die tijdens het Late Krijt leefde in het gebied van het huidige China.

## Vondst en naamgeving
Van 2002 af worden er in een beenderbed in de provincie Heilongjiang in Mantsjoerije talrijke resten opgegraven van Euornithopoda.

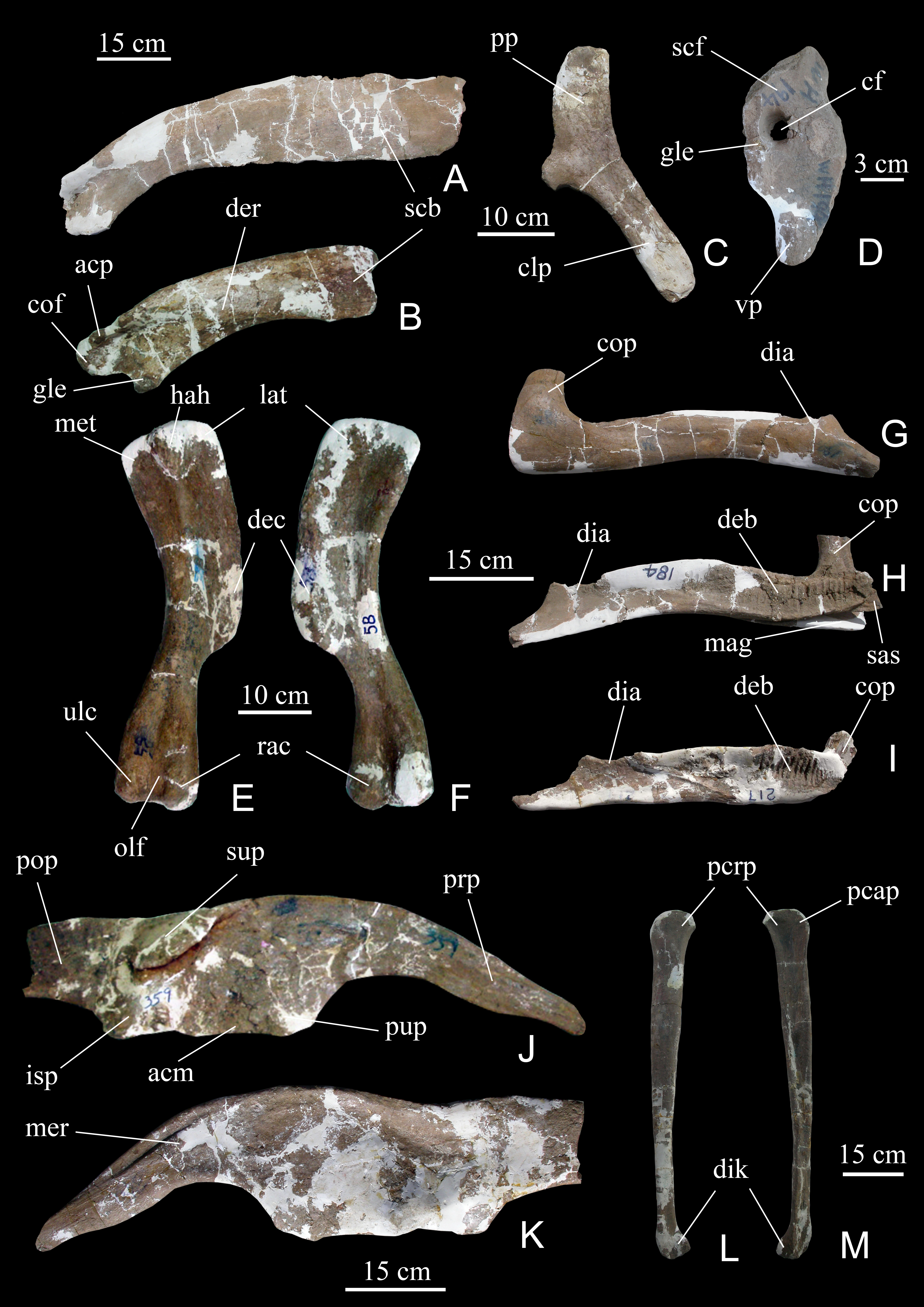
Fossielen van Wulagasaurus

De typesoort Wulagasaurus dongi werd in 2008 benoemd en beschreven door Pascal Godefroit, Hai Shulin, Yu Tingxiang en Pascaline Lauters. De geslachtsnaam is afgeleid van Wulaga, de naam van de locatie. De soortaanduiding eert de Chinese paleontoloog Dong Zhiming.
Het fossiel, holotype GMH W184, is gevonden in een laag van de Yuliangzeformatie die dateert uit het late Maastrichtien, ongeveer zevenenzestig miljoen jaar oud. Het bestaat uit een dentarium van de rechteronderkaak. Ander in 2008 toegewezen materiaal omvat hersenpannen (GMH WJ1, GMH W384, GMH W421), een jukbeen (GMH W166); bovenkaaksbeenderen (GMH W233, GMH W400, GMH W401, GMH W402, GMH W403, GMH W404, GMH W405, GMH W406, GMH W407, GMH W408, GMH W409, GMH W410), een dentarium (GMH W217) schouderbladen (GMH W267, GMH W411), borstbenen (GMH W194, GMH W401, opperarmbeenderen (GMH W320, GMH W515−B) en een zitbeen (GMH W398−A), van verschillende individuen. Een studie uit 2012 concludeerde echter dat de hersenpannen, de schouderbladen en de bovenkaaksbeenderen niet aantoonbaar van Wulagasaurus waren maar lambeosaurine materiaal vertegenwoordigden.

## Beschrijving
Wulagusaurus is een vrij grote hadrosauride. In 2009 schatte Gregory S. Paul de lichaamslengte op negen meter, het gewicht op drie ton.
In 2008 werden enkele onderscheidende kenmerken vastgesteld. Sommige daarvan zijn autapomorfieën, unieke afgeleide eigenschappen. Het dentarium van de onderkaak is zeer slank, de lengte bedraagt meer dan vierenhalf maal de hoogte gemeten op het midden van de tandrij. De buitenste zijkant van het dentarium wordt niet doorboord door aderkanalen. Bij het opperarmbeen steekt de rand van de deltopectorale kam recht naar voren. De kop van het opperarmbeen loopt naar beneden uit als een erg lange en uitstekende verticale richel. Bij het bovenste uiteinde van het opperarmbeen is de binnenhoek veel beter ontwikkeld dan de buitenhoek. Van alle andere bekende hadrosaurinen verschilt Wulagasaurus door een middenkamn op de schedel die minder dan twee derden bedraagt van de lengte van de daarin vergroeide wandbeenderen. Wulagasaurus verschilt van de verwanten Gryposaurus, Kerberosaurus, Prosaurolophus, Saurolophus, Edmontosaurus en Anatotitan door een kort, in plaats van langer, beenplateau op het bovenste achterhoofd gevormd door het supraoccipitale en de exoccipitalia.
De studie uit 2012 moest deze diagnose weer aanpassen gezien de eerdere foute toewijzing van het materiaal.

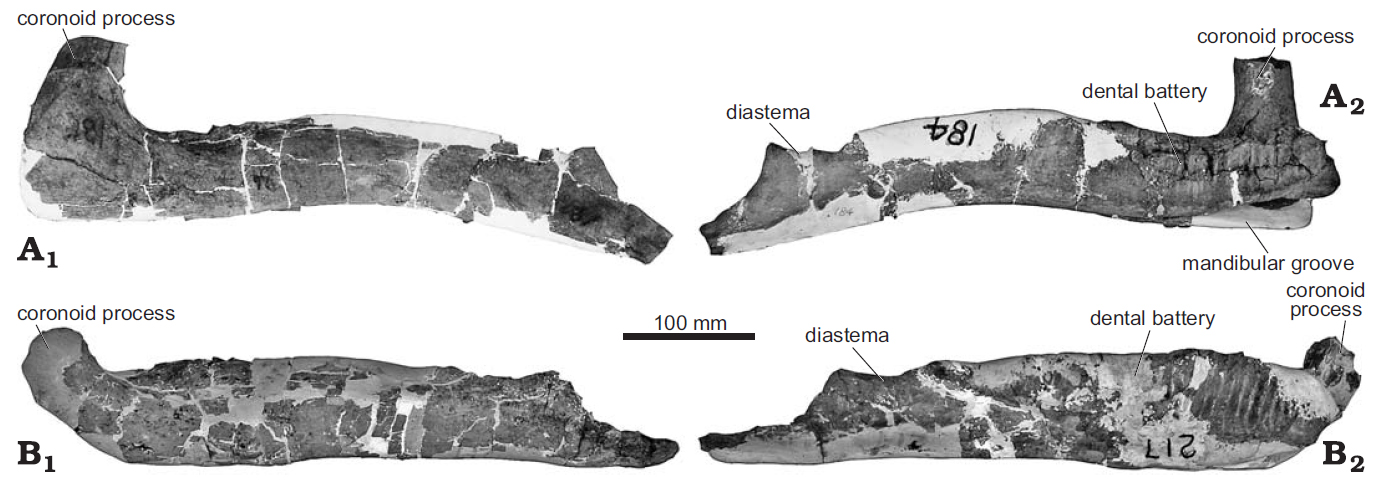
Een rechterdentarium van de onderkaak

Een opmerkelijke eigenschap van Walugasaurus is aldus de slankheid in zijaanzicht van zijn onderkaken; ze zijn de relatief langwerpigste die tot nu toe bekend zijn van enige hadrosauride. De functie hiervan is onbekend.

## Fylogenie
Een voorlopige kladistische analyse plaatst Wulagasaurus zeer basaal in de Hadrosaurinae, wat gezien de late tijd waarin hij voorkomt een lange verborgen ontwikkelingslijn veronderstelt van zo'n vijftien miljoen jaar. De soort zou wijzen op een Aziatische oorsprong van de Hadrosaurinae, waarvan de andere bekende soorten uit Noord-Amerika stammen, en het suggereert dat hetzelfde geldt voor de Hadrosauridae als geheel omdat de Lambeosaurinae ook van oorsprong Aziatisch lijken te zijn. In de groeve is ook veel lambeosaurine materiaal opgegraven, waarvoor een aparte soort benoemd is: Sahaliyania.
Een studie uit 2012 concludeerde dat Wulagasaurus wat hoger in de stamboom stond als een directe verwant van Brachylophosaurus.